# EP07
EP07 (typy 4E, 303E, 303E-FPS i 303Ea) – seria normalnotorowych lokomotyw elektrycznych, przystosowanych do prowadzenia ruchu pasażerskiego (elektryczna, pasażerska 07). Są one przebudowanymi egzemplarzami lokomotyw serii EU07. Lokomotywy stosowane są do prowadzenia pociągów pasażerskich.

## Opis i eksploatacja
Od 1995 roku niektóre egzemplarze lokomotyw EU07 (początkowo planowano przebudowę tylko typu 303E, ostatecznie przebudowane są oba typy – 4E i 303E) przeszły przebudowę, w ramach której zamontowano nowe silniki trakcyjne o wyższej dopuszczalnej temperaturze pracy – LKb535 oraz zmieniono przełożenie z 79:18 na 76:21. Modernizacje wykonywały m.in.: ZNTK Oleśnica, ZNTK Mińsk Mazowiecki, HCP Poznań, „Newag” Nowy Sącz.
Zmiana przełożenia przekładni nie wpłynęła jednak na podwyższenie prędkości konstrukcyjnej (niedostosowany system przeniesienia napędu – ułożyskowanie wału drążonego na łożyskach ślizgowych), ale zmniejszyła prędkość obrotową silnika, przez co prowadzenie pociągów towarowych tą lokomotywą jest utrudnione. Łatwiejsze stało się utrzymanie prędkości maksymalnej lokomotywy przy jednoczesnym zmniejszeniu awaryjności. Wzrosło też przyśpieszenie rozruchu – zwłaszcza przy większych prędkościach, które jest realizowane przy mniejszym osłabieniu wzbudzenia (i tym samym większej mocy silników). Nowe silniki trakcyjne LKb535, zamiast EE541 dostosowane są do wyższej dopuszczalnej temperatury pracy. Maksymalna dopuszczalna prędkość obrotowa silników EE541b to 2390 obr./min, w lokomotywach serii EU07 przy maksymalnie zużytych obręczach zestawów kołowych i prędkości 120 km/h silniki trakcyjne osiągają prędkość obrotową 2380 obr./min, a silniki w EP07 w tej samej sytuacji osiągają jedynie 1962 obr./min. co zwiększa ich trwałość.
Przebudowane egzemplarze zachowywały swój numer taborowy (np. lokomotywa EU07-351 stała się lokomotywą EP07-351).
W grudniu 2006 roku 74 lokomotywy EP07 i EU07 należące do PKP Cargo zostały sprzedane do spółki PKP Przewozy Regionalne. Lokomotywy te zostały zmodernizowane, w EU07 zmieniana jest przekładnia główna. Ponadto otrzymały one nowe malowanie, demontowano gniazda sterowania wielokrotnego, kabiny maszynisty otrzymały izolację cieplną i akustyczną oraz nowe fotele maszynisty i pomocnika, a także zabudowywano elektryczne wycieraczki i reflektory halogenowe. Lokomotywy otrzymały nową numerację od 1001 wzwyż. W związku z tym, iż nabyte lokomotywy w większości wymagały naprawy, a po oględzinach okazało się, że aż 7 z nich nie nadaje się do dalszej eksploatacji dokupiono później kolejne dwie lokomotywy z numerem seryjnym 006 i 007. W 2008 zmodernizowano 5 EU07 o numerach: 075, 315, 099, 006, 007; po przebudowie otrzymały nr: 1006, 1014, 1020, 1049, 1067. EU07-099 przeszła lekką modernizację: przezwojono silniki trakcyjne, zabudowano nowe połówkowe pantografy, zmodernizowano kabiny. W lokomotywach EU07-075, 315, 006, 007 dodatkowo zmodernizowano ściany czołowe. W latach 2012–2013 przebudowano 5 EU07 do typu EP07P, otrzymały one nową numerację od 2001 wzwyż. Modernizacja obejmowała montaż przetwornicy statycznej, zabudowę szaf WN i NN, remont silników trakcyjnych, montaż nowych pulpitów w kabinach maszynisty, ich klimatyzację. Na czole zabudowano diodowy wyświetlacz.